# Sándorfa

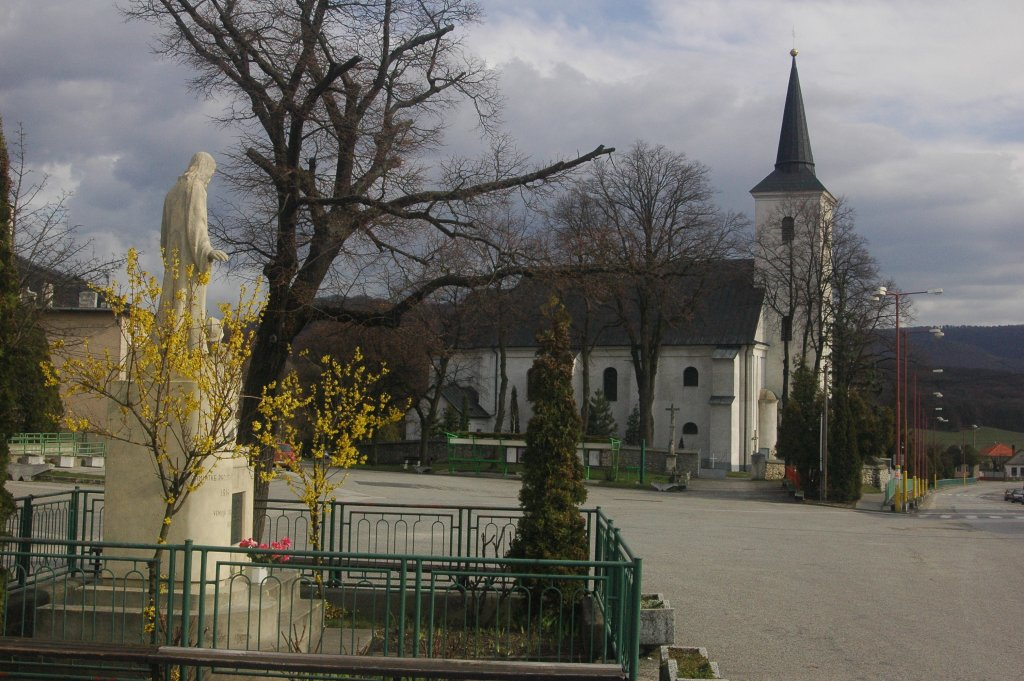
Sándorfa temploma

Sándorfa (szlovákul Prievaly, korábban Šándorf, németül Schandorf) község Szlovákiában, a Nagyszombati kerület Szenicei járásában.

## Fekvése
Szenicétől 20 km-re délre található.

## Története
A települést 1439-ben említik először. Ekkor "Svancendorf", magyarul pedig "Zenthgwrgh", azaz Szent-György néven találjuk. 1531-ben "Sbantisdorf", 1578-ban "Sancydorf" és 1600-ban már "Sándorf" néven, mint Korlátkő vár tartozéka szerepel. A 15. századtól több nemes család birtoka, melyek közül a legjelentősebbek a Korlátkői, az Apponyi, a Bossányi és a Motesiczky családok voltak. A középkorban mezőváros volt fejlett kézművességgel. Jelentőségét növelte, hogy itt haladt át a Budáról Prágába menő kereskedelmi út. Később mezővárosi rangját elveszítette.
Fényes Elek szerint "Sándorf, tót m. v., Nyitra vmegyében: 1139 kath. 104 zsidó lak. – Van kath. paroch. temploma, és Synagoga. Egy fertálynyira innen láthatók a régi korlátkői várnak omladékai a Fejér hegyek északi csucsán. Ut. p. Nagyszombat."
Nyitra vármegye monográfiája szerint "Sándorf, a Kis-Kárpátokban a Klineczberg nevü hegy tövében, Korlátkő közelében fekvő tót falu 1184 túlnyomóan r. kath. és kevés izr. vallásu lakossal. Postája van, táviró- és vasúti állomása Jablonicz. Sándorf, a plébánián őrzött régi okmányok szerint, Imre király alatt 1200-ban már mezőváros volt. Kath. temploma egyike a legrégiebbeknek és fallal van körülvéve. Épült 1143-ban. Kegyura gr. Apponyi Gusztáv és hg. Windischgrätz Alfréd. Az izraelitáknak imaházuk van itt. 1895-ben tűzvész pusztította el a községnek nagy részét. Jelenleg hg. Windischgrätz Alfrédnek van itt nagyobb birtoka."
A trianoni békeszerződésig Nyitra vármegye Szenicei járásához tartozott.

## Népessége
| Év:            | 1994. | 2004.   | 2014.   | 2024.   |
| -------------- | ----- | ------- | ------- | ------- |
| Emberek száma: | 927   | 906     | 996     | 941     |
| Eltérés:       |       | -2,26 % | +9,93 % | -5,52 % |

| Év:            | 2023. | 2024.   |
| -------------- | ----- | ------- |
| Emberek száma: | 933   | 941     |
| Eltérés:       |       | +0,85 % |

1910-ben 992, túlnyomórészt szlovák lakosa volt.
2001-ben 878 lakosából 865 szlovák volt.
2011-ben 958 lakosából 905 szlovák.

## Híres személyek
- Itt szolgált Miskovics József római katolikus plébános.

## Nevezetességei
- Mihály arkangyal tiszteletére szentelt római katolikus temploma 1714-ben épült, 1988-ban restaurálták.
- Hétfájdalmú Szűzanya kápolnája 1820-ban épült.
- Nepomuki Szent János, Szent Flórián és Szent Vendel szobrai.

## Külső hivatkozások
- A község információs portálja Archiválva 2008. december 6-i dátummal a Wayback Machine-ben
- E-obce.sk Archiválva 2008. február 7-i dátummal a Wayback Machine-ben
- Obce info.sk
- Sándorfa Szlovákia térképén